# The Wolf of Wall Street (bog)
 For alternative betydninger, se The Wolf of Wall Street. (Se også artikler, som begynder med The Wolf of Wall Street)
The Wolf of Wall Street er en faglitterær memoir bog af den tidligere børsmægler Jordan Belfort. Bogen blev oprindeligt offentliggjort den 25. september 2007 af Bantam Books. Dette var hans debutbog som derefter blev efterfulgt af Catching The Wolf of Wall Street, som blev offentliggjort i 2009.
Der blev derefter lavet en film af samme navn, hvori Leonardo DiCaprio havde hovedrollen som Belfort.

## Handling
I denne bog fortæller Jordan Belfort sin virkelige livshistorie omkring skabelsen af Stratton Oakmont, en mæglervirksomhed engageret i pump and dump ordninger med penny stock. Firmaet blev lukket ned i slutningen af 1990'erne, og Belfort blev fængslet for svindel med værdipapirer.